# Moonyoung
Moonyoung (koreanisch 문영) ist ein Independentfilm des südkoreanischen Regisseurs Kim So-yeon aus dem Jahr 2015. Der Film wurde 2013 gedreht und feierte seine Premiere auf dem Seoul Independent Film Festival 2015. Am 12. Januar 2017 lief eine 20-minütig längere Fassung in den südkoreanischen Kinos an, wobei der Film in insgesamt 23 Kinos gespielt wurde.

## Handlung
Moonyoung ist stumm und lebt mit ihrem Vater in Seoul. Ihre Mutter hat sie verlassen, als sie vier Jahre jung war. Ihr Vater trinkt und Moonyoung kann ihn nicht ausstehen. Sie verschließt ihr eigenes Zimmer in der Wohnung. In ihrer Freizeit zieht sie durch Straße und U-Bahnstationen und Film fremde Leute mit ihrer Kamera. Eines Abends filmt sie ein streitendes Paar. Als sie nach dem Streit das Gesicht der Frau näher filmen möchte, tritt sie gegen eine Dose und macht so versehentlich auf sich aufmerksam. Sie läuft davon, doch die Frau kann sie einholen. Sie sieht sich die Aufnahme an und möchte eine DVD davon. Doch Moonyoung will nur ihre Kamera. Es kommt zum Streit. Erst da merkt die Frau, die Hee-soo heißt, dass Moonyoung stumm ist.
Am nächsten Tag bringt Moonyoung eine DVD vorbei. Danach will sie gehen, doch findet den Weg nicht mehr. Hee-soo neckt sie dafür und folgt ihr. Am Abend sitzen beide gemeinsam auf einer Schaukel und Hee-soo erzählt über ihren Ex-Freund und wie häufig sie sich schon getrennt haben. Danach gehen sie beide zu dessen Haus. Dieser kommt auch gerade zurück. Er ist genervt von Hee-soos aggressiven Verhalten. Als er Moonyoung sieht, fragt er Hee-soo, ob sie es sei, und geht Moonyoung an. Sie fällt und Hee-soo kann ihn dazu bringen, von ihr abzulassen. Moonyoung nutzt die Gelegenheit und setzt sich auf den Roller, mit dem Hyeok-cheol gerade gekommen ist, und fährt damit los. Sie schüttelt ihn ab, als er ihr folgt, und liest Hee-soo auf.
Die nächsten Tage verbringen sie viel Zeit miteinander und Moonyoung nimmt sie mit in ihr Haus. Sie zeigt ihr mehr Video. Als Hee-soo fragt, warum sie die Videos mache, schreibt Moonyoung auf einen Zettel, dass sie nach ihrer Mutter sucht. Sie schickt die Videos per E-Mail zu ihrer Tante in Japan, ob sie sie erkennt. Ihr Vater sei ein Drecksack. In der Nacht klopft er wieder an die Tür und fragt rhetorisch, warum Moonyoung ihn so behandle wie ihre Mutter ihn behandelt haben. Moonyoung vergräbt sich unter ihrer Decke und Hee-soo tut es ihr gleich.
Als Moonyoung zur Schule geht, lässt sie Hee-soo schlafen. Doch als sie aus der Schule zurückkommt, ist Hee-soo immer noch da und hat für ihren Vater gekocht. Moonyoung macht das wütend und sie rennt davon. Als sie zurückkehrt, ist im Haus Chaos und überall liegt Essen. Ihr Vater ist auf dem Balkon und fragt sie, wo sie war und wo ihre Mutter ist. Dabei stürzt er vom Balkongeländer.
Moonyoung besucht Hee-soo zu Hause. Sie hat gerade Besuch. Doch Hee-soo schickt ihren Besuch weg, um sich um Moonyoung zu kümmern. Moonyoung schreibt auf, dass sie wissen möchte, was Hee-soo schlimmes gemacht habe. Darauf küsst Hee-soo Moonyoung auf die Lippen. Ferner fragt Hee-soo, ob sie wirklich stumm sei.
In der nächsten Szene ist Moonyoung in der U-Bahn und filmt Passanten. Bei einer Frau denkt sie, es sei ihre Mutter. Sie rennt ihr hinterher und sagt: „Mutter! Mutter! Mutter, ich bin’s. Moonyoung.“ Doch die Frau ist entsetzt und weiß nicht, was vor sich geht. Am Abend ist Moonyoung im Krankenhaus und sieht ihren Vater auf seinem Zimmer telefonieren. Sie schließt die Tür, bevor er sie sieht. Danach trifft sie auf Hee-soo und sagt ihr freudestrahlend, dass sie heute ihre Mutter getroffen habe.